# 片山学園中学校・高等学校
片山学園中学校・高等学校（かたやまがくえんちゅうがっこう・こうとうがっこう、英: Katayama Gakuen Junior & Senior High School）は、富山県富山市東黒牧に所在し、中高一貫教育を提供する私立中学校・高等学校。
高等学校において、中学校から入学した内部進学の生徒と高等学校から入学した外部進学の生徒を混合せずクラスを編成する併設型中高一貫校（内外分離クラス編成）。

## 概要
富山県を中心として、北陸3県に学習塾を展開する育英センターを母体とする学校法人片山学園により、1997年（平成9年）9月26日に『富山育英中学校・高等学校』（仮称）を1999年（平成11年）に中学校、2002年（平成14年）4月に普通科の高等学校を開校させる構想を発表した。しかし不況のあおりを受けて寄附金などの資金が予定通り集まらなかったため開校が延期され、2005年（平成17年）4月9日に片山学園中学校が設置された。富山県内における私立中学の設置は、1970年（昭和45年）に藤園学園中学校が閉校して以来35年ぶりであった。
中学校1期生の高等部進学にあわせ、2008年（平成20年）4月に片山学園高等学校が開校し、富山県初の中高一貫校となった。
2019年（平成31年）4月6日には富山県射水市に初等科を開校。富山県で唯一の小中高一貫校である。
2021年（令和3年）4月、高等学校に外部からの受験者を対象とした「国際科学探究コース (GSI) 」が新設された。
全国私立寮制学校協議会の加盟・参加校である。

### 建学の精神
- 片山学園の母体である育英センターでの学習指導の経験を生かして“塾のこころ”を大切にした教育を行う。

### 教育方針

#### 教育理念
- 孝恩徳を体現し夢に邁進する情熱を胸に、他者を助け国際社会への貢献を己の喜びとする、真のリーダーを養い育てる[4]。

#### 校訓
- 孝・恩・徳[4]

「孝」 - 自分を優しく守ってくれる親を愛し、いたわり、慈しむ気持ちから始まるのではないだろうか。自分を育ててくれた親や家族への感謝の気持ち、家族の結束、そういったものが徐々に失われていく我が国において、今こそ「孝」の実践というものを見つめなおす。
「恩」 - 家族だけではなく、人はたくさんの思いやりを受けて育つ。友人、地域の人々、学校の教師。子どもたちを取り巻く社会の中で、そういった思いやりを敏感に感じ取れる力、それが「恩」であろう。
「徳」 - 人間の生き方が問われる現代社会において、「正しく善く生きるための力」、それが「徳」である。金銭や名誉、社会的地位の確立のために人は生きるが、それを真に正しいものにする力、それが徳。

## 沿革
- 1997年（平成9年）9月26日 - 構想を発表[1]。
- 1998年（平成10年）9月24日 - 開校時期を当初の1999年（平成11年）度かた2000年（平成12年）度以降に変更することを発表[2]。
- 2004年（平成16年）
  - 6月8日 - 仮称の富山育英中学校から片山学園中学校に名称変更した。「育英」の名称を使った学校が全国で多いため混同される恐れがあることや、富山県から中学校の運営を同学園の学習塾『富山育英センター』と切り離して欲しいとの要請を受けたためである[5]。
  - 12月27日 - 富山県が片山学園の設置を認可する[6]。
- 2005年（平成17年）4月9日 - 中学校開校[7]。
- 2008年（平成20年）4月12日 - 高等学校開校[8]。
- 2011年（平成23年）11月18日 - 弓道場完成。
- 2019年（平成31年）4月6日 - 初等科開校[9]。
- 2021年（令和3年）4月 - 高等学校に国際科学探求コースを開設する。

## 基礎データ

### 所在地
- 富山県富山市東黒牧10

### アクセス
- JR富山駅から富山地方鉄道バス
  - 43系統 富山国際大学行「片山学園前」バス停より徒歩約1分
  - 44系統 福沢行「福沢口」バス停より徒歩約10分（1km）

#### スクールバス
自宅からの通学者は県内各地よりスクールバス（中部観光バス）を利用することが多い。
- スクールバス利用者は自宅最寄の駅・電停・バス停付近から乗降を行う。
- 2009年（平成21年）からは中等部と高等部に分かれてバスが運行されるようになったが、2011年（平成23年）度からは再びバスが統合された。
- 2019年（平成31年）からは月岡駅と学校間のシャトルバスの運行が始まった。

### 象徴

#### 校章
日本が誇る桜と美しい立山連峰がモチーフになっている。

#### 学園歌
校歌は制定されていないが、代わりに学園設置校共通の学園歌が制定されている。作詞は廣瀬久雄、作曲は佐藤進である。

## 設置するコース

### 中高一貫校コース
中学1年から高校3年までの中高6か年一貫コース。高校３年次に大学入試対策ができるように先取り学習を行う。

### 国際科学探究コース
2021年（令和3年）4月に新設されたコース。中学3年生を対象に推薦入試と一般入試を行う。英語と探求の学習に力を入れたコースである。在学中にCEFRでB2以上（英検準1級以上）の英語力を養うことを目標にしている。教科学習としての英語に加えて、探究活動においても、高1での英語合宿、高2でのアメリカ研修、そして英語での論文作成・研究発表を通し、学術分野にまで対応できる「即戦力としての英語」を養う。

### 3年制進学コース
2023年から、より高い進学ニーズに応えるために3年制進学コースとして、高校入学から上位大学進学を目指すコースに改編された。

## 教育課程
定員80名中、東京大学5名、医学部医学科20名の合格をマニフェストとして掲げており、月曜から金曜までで週35時限の授業時間を確保している。加えて月に1回ほど、土曜授業も行なっている。
マニフェストを守るため、月から金曜日は7時間、土曜日には土曜塾と称した補習授業も行われる。
テストは定期考査のほかに実力テストが中学校では年3回、高校では年5回あり様々な模擬試験を受けて公立中学校・高等学校と比較される。

## 特別活動

### 生徒会活動
中学校では、原則、以下のいずれかの委員会への所属することになっている。
高等学校では、委員会またはクラス係のどちらかに所属することになっている。

#### 生徒会執行部
学校誌「青葉」（中学校）、「蒼嶺」（高等学校）を発行

#### 委員会
- 生徒会執行部
- 風紀委員会
- 保健・体育委員会
- 文化・学習委員会
- 美化委員会
- 広報委員会
- 図書委員会
- 学校誌委員会

## 学校行事

### 中学校

#### 1学期
- 4月 - 始業式・入学式・各種検診・避難訓練（防火）・生徒会設立総会
- 5月 - 試験（中間考査）・各種検診・地域奉仕活動・保護者総会・職場体験（3年）・写生大会
- 6月 - 球技大会・期末考査
- 7月 - 期末考査・地域奉仕活動・保護者懇談会・終業式・夏期特別授業
- 8月 - 学寮祭・夏期特別授業・校内実力テスト

#### 2学期
- 9月 - 体育大会・始業式・生徒総会・地域奉仕活動
- 10月 - 育英模試・中間考査・身体測定・避難訓練（防火）
- 11月 - 学園祭・英語スピーチコンテスト（任意）・授業参観・地域奉仕活動・期末考査
- 12月 - 合唱コンクール・保護者懇談会・期末考査・終業式

#### 3学期
- 1月 - 冬期特別授業・始業式・校内実力テスト・身体測定・スキー教室（1、2年）・百人一首大会
- 2月 - 実力テスト・球技大会・避難訓練（震災）・学年末考査
- 3月 - 学年末考査・修学旅行（1年・2年・3年）・生徒総会・保護者懇談会・修了式

### 高等学校

#### 1学期
- 4月 - 始業式・入学式・各種検診・校内実力テスト
- 5月 - 試験（中間考査）・各種検診
- 6月 - 体育大会
- 7月 - 試験（期末考査）・進研模試・英国語学研修（1年）・終業式・夏季特別授業
- 8月 - 夏季特別授業・校内実力テスト

#### 2学期
- 9月 -  始業式
- 10月 - 試験（中間考査）
- 11月 - 学園祭・試験（期末考査）
- 12月 - 試験（期末考査）・終業式

#### 3学期
- 1月 - 始業式・校内実力テスト
- 3月 - 試験（学年末考査）・卒業式・修了式

### 国際交流プログラム
グローバルに活躍する人材育成のため、人種を超えた異文化交流の経験が有効と考え、幅広く実践的な国際交流の機会を多く設ける。

#### 英国語学研修
高校開校の2008年にラグビー校とハロウ校にて実施して以来、高校1年生全員を対象に継続しているパブリックスクールでの語学研修旅行。2018年と2019年はイートン校にて実施したが、2009年よりチェルトナムカレッジにて実施している。

## 部活動
活動時間は水曜日を除く平日に1日80分行う。休日にも部活動をする部がある。
スキー部・水泳・駅伝部は正式な部活ではない（競技シーズンのみ活動）ので、兼部扱いとなる。
部に所属しないことも可能だが、その生徒は部活動終了時刻まで教室、または、高校棟自習室で自習していなければいけない。

### 運動部
- 陸上部
- サッカー部（中学・高校／男子）
- バドミントン部（中学・高校／女子）
- 卓球部
- ゴルフ部
- 弓道部
- 空手道部
- ダンス部
- 硬式テニス部（中学・高校／男子）
- 剣道部
- バスケットボール部

### 文化部
- 吹奏楽部
- 美術部
- 科学部
- 放送演劇部
- 書道部

### 同好会
- ESS
- クイズ研究会

## 関係者と組織

### 関係者組織
- 片山学園保護者会 - 父母（保護者）の会組織。

### 出身者
- 森本千瑛（2015年卒：5期生）- 北日本放送アナウンサー[13]
- 林輝幸（2016年卒：6期生）- クイズプレイヤー